# Rheum orientixizangense
Rheum orientixizangense är en slideväxtart som beskrevs av Y.K. Yang, J.K. Wu & Gasang.. Rheum orientixizangense ingår i släktet rabarbersläktet, och familjen slideväxter. Inga underarter finns listade i Catalogue of Life.